# Helderson Leite Lima
Helderson Leite Lima (sinh ngày 25 tháng 3 năm 1990) là một cầu thủ bóng đá người Brasil.

## Sự nghiệp câu lạc bộ
Helderson Leite Lima đã từng chơi cho Shonan Bellmare.